# Tujałka
Tujałka (Salpiglossis) – rodzaj roślin z rodziny psiankowatych. Obejmuje dwa gatunki występujące w południowych Andach od Chile i Argentyny po południowe Peru. Rośliny te rosną w naturze na pustyniach i suchych, skalistych zboczach górskich. Jeden gatunek – tujałka zmienna S. sinuata jest uprawiany jako roślina ozdobna. Roślina bardzo zmienna pod względem barwy kwiatów, wyhodowano liczne jej odmiany ozdobne.

## Morfologia

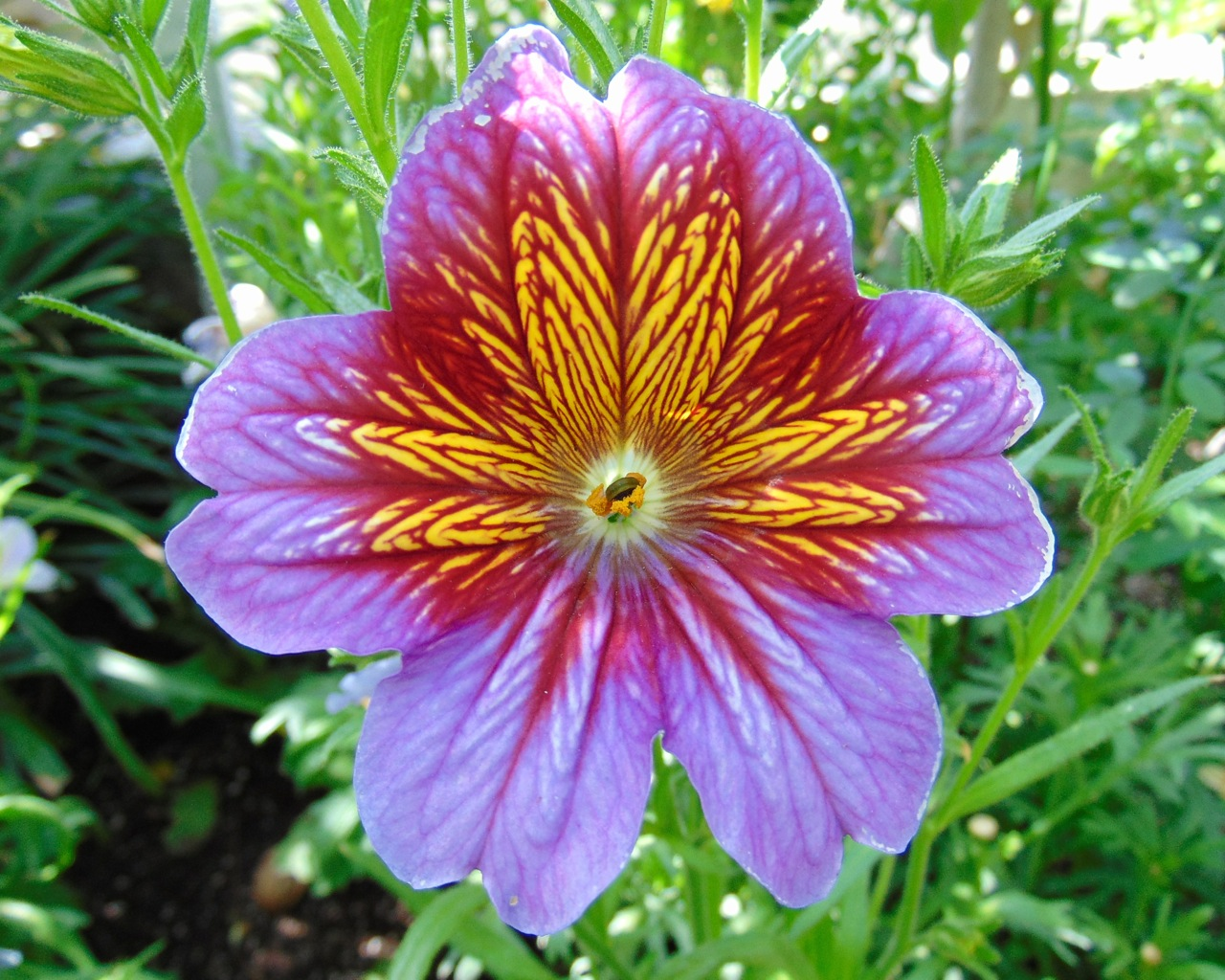
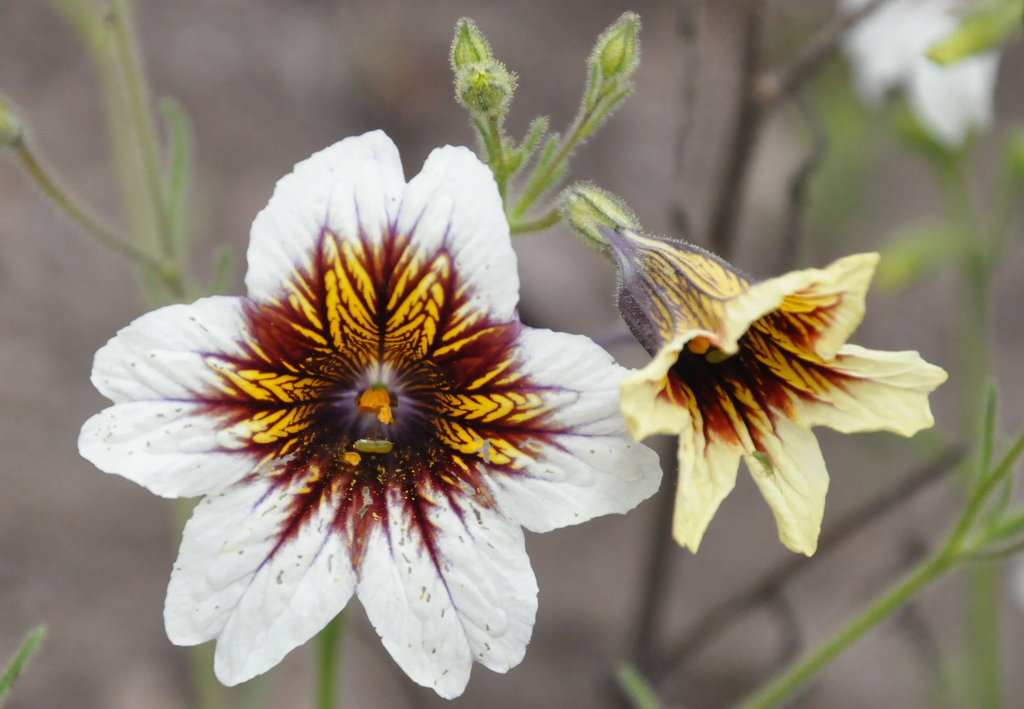
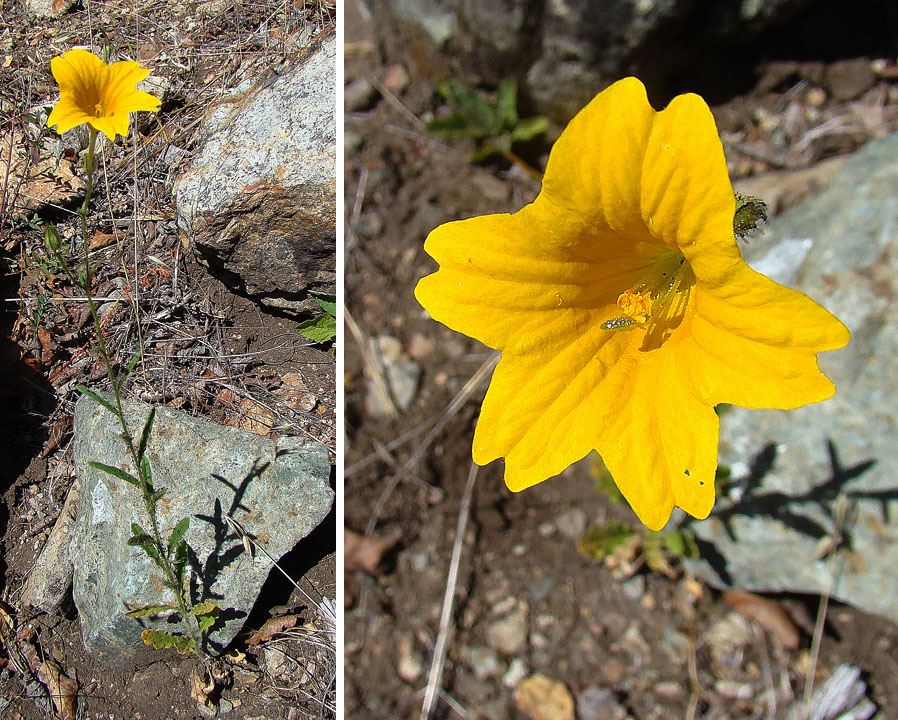
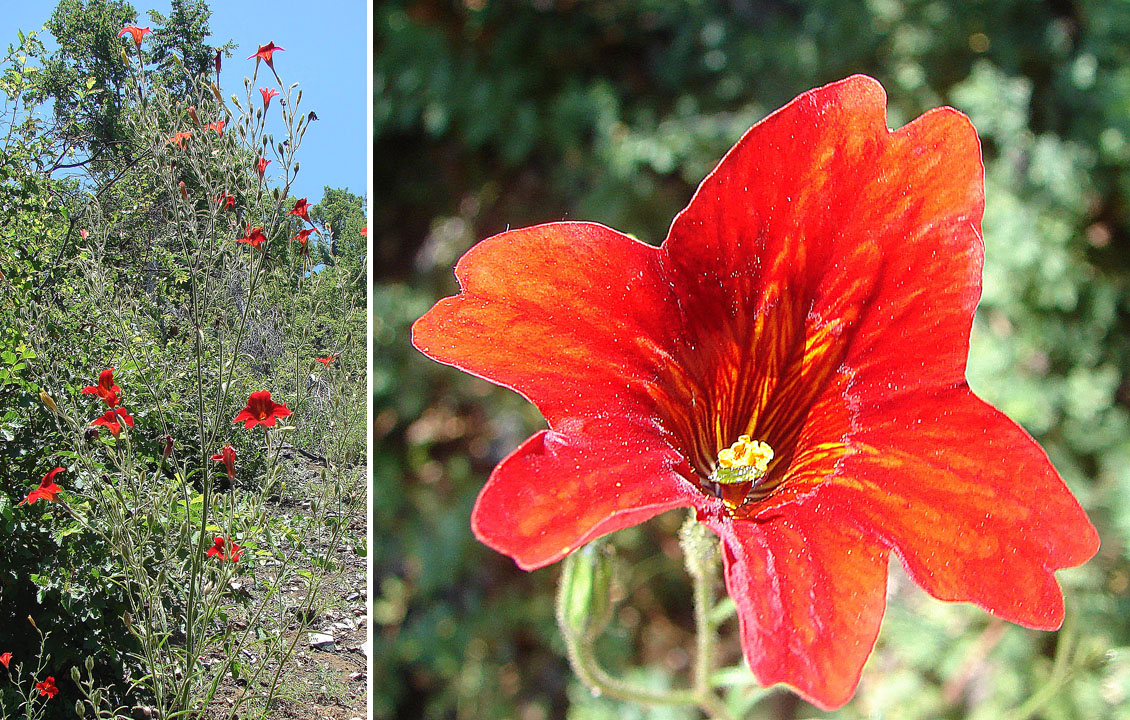

PokrójRośliny jednoroczne i byliny osiągające 60 cm wysokości.
LiściePojedyncze, o falistym brzegu, miękkie, lepkie od gruczołowatych włosków.
KwiatyNa szczycie pędu w luźnych gronach osadzone na długich szypułkach. Kwiaty pięciokrotne. Kielich zrosłodziałkowy, rurkowaty. Korona kwiatu z płatków zrośniętych zwykle na całej swojej długości, kształtu lejkowatego, z czterema łatkami równymi i jedną szerszą. Korona różnobarwna – żółta, czerwona do ciemnofioletowej, zwykle z wyraźnie ciemniejszym użyłkowaniem. Osiąga 5 cm średnicy. Pręciki równej długości są cztery, jeden wykształca się jako prątniczek. Zalążnia górna, dwukomorowa, z licznymi zalążkami, szyjka słupka pojedyncza, zakończona zaokrąglonym znamieniem.
OwoceSuche torebki otwierające się dwiema klapkami, zawierające dużą liczbę drobnych nasion.

## Systematyka
Rodzaj z plemienia Salpiglossideae podrodziny Browallioideae Speg., rodziny psiankowatych (Solanaceae Juss.).
Wykaz gatunków
- Salpiglossis sinuata Ruiz & Pav. – tujałka zmienna[5]
- Salpiglossis spinescens Clos

## Zastosowanie i uprawa
Rozpowszechniona jako roślina ozdobna jest tujałka zmienna S. sinuata. Uprawiana jest na rabatach, a w klimacie chłodniejszym w szklarniach. Wymaga stanowisk słonecznych i przepuszczalnej, wilgotnej gleby. Jest wrażliwa na przymrozki i podatna na atak mszyc. Rozmnażana jest przez wysiew nasion do gruntu wczesną wiosną (siewki źle znoszą przesadzanie).